# Madagascar nos Jogos Olímpicos de Verão de 2024
Madagascar participou dos Jogos Olímpicos de Verão de 2024, realizados em Paris, na França. Foi a 14.ª aparição do país nos Jogos Olímpicos de Verão desde a estreia em Tóquio 1964.
Foi representado por sete atletas que competiram em cinco esportes, mas nenhum conquistou medalhas.

## Competidores
Esta foi a participação por modalidade nesta edição:
| Esporte        | Masculino | Feminino | Total |
| -------------- | --------- | -------- | ----- |
| Atletismo      | 1         | 1        | 2     |
| Halterofilismo | 0         | 1        | 1     |
| Judô           | 0         | 1        | 1     |
| Natação        | 1         | 1        | 2     |
| Tênis de mesa  | 1         | 0        | 1     |
| Total          | 3         | 4        | 7     |

## Desempenho

### Atletismo
Masculino
Eventos de pista
| Atleta                  | Evento | Preliminar | Preliminar | Baterias    | Baterias    | Semifinal   | Semifinal   | Final       | Final       | Ref.  |
| Atleta                  | Evento | Tempo      | Pos.       | Tempo       | Pos.        | Tempo       | Pos.        | Tempo       | Pos.        | Ref.  |
| ----------------------- | ------ | ---------- | ---------- | ----------- | ----------- | ----------- | ----------- | ----------- | ----------- | ----- |
| Rija Vatomanga Gardiner | 100 m  | 10.82      | 6          | Não avançou | Não avançou | Não avançou | Não avançou | Não avançou | Não avançou | [ 5 ] |

Feminino
Eventos de pista
| Atleta               | Evento              | Baterias | Baterias | Repescagem | Repescagem | Semifinal   | Semifinal   | Final       | Final       | Ref.  |
| Atleta               | Evento              | Tempo    | Pos.     | Tempo      | Pos.       | Tempo       | Pos.        | Tempo       | Pos.        | Ref.  |
| -------------------- | ------------------- | -------- | -------- | ---------- | ---------- | ----------- | ----------- | ----------- | ----------- | ----- |
| Sidonie Fiadanantsoa | 100 m com barreiras | 12.92    | 5        | 13.12      | 6          | Não avançou | Não avançou | Não avançou | Não avançou | [ 6 ] |

### Halterofilismo
Feminino
| Atleta               | Evento    | Arranco | Arranco | Arremesso | Arremesso | Total | Pos. | Ref.  |
| Atleta               | Evento    | Result. | Pos.    | Result.   | Pos.      | Total | Pos. | Ref.  |
| -------------------- | --------- | ------- | ------- | --------- | --------- | ----- | ---- | ----- |
| Rosina Randafiarison | Até 49 kg | 80      | 10      | 100       | 10        | 180   | 10   | [ 7 ] |

### Judô
Feminino
| Atleta                 | Evento    | Primeira fase             | Oitavas              | Quartas              | Semifinais           | Repescagem           | Final / DB           | Final / DB | Ref.  |
| Atleta                 | Evento    | Adversário Resultado      | Adversário Resultado | Adversário Resultado | Adversário Resultado | Adversário Resultado | Adversário Resultado | Pos.       | Ref.  |
| ---------------------- | --------- | ------------------------- | -------------------- | -------------------- | -------------------- | -------------------- | -------------------- | ---------- | ----- |
| Aina Rasoanaivo Razafy | Até 70 kg | GBR K Yeats-Brown D 00–01 | Não avançou          | Não avançou          | Não avançou          | Não avançou          | Não avançou          | =17        | [ 8 ] |

### Natação
Masculino
| Atleta            | Evento      | Eliminatórias | Eliminatórias | Semifinal   | Semifinal   | Final       | Final       | Ref.  |
| Atleta            | Evento      | Tempo         | Pos.          | Tempo       | Pos.        | Tempo       | Pos.        | Ref.  |
| ----------------- | ----------- | ------------- | ------------- | ----------- | ----------- | ----------- | ----------- | ----- |
| Jonathan Raharvel | 100 m peito | 1:05.20       | 33            | Não avançou | Não avançou | Não avançou | Não avançou | [ 9 ] |

Feminino
| Atleta          | Evento     | Eliminatórias | Eliminatórias | Semifinal   | Semifinal   | Final       | Final       | Ref.   |
| Atleta          | Evento     | Tempo         | Pos.          | Tempo       | Pos.        | Tempo       | Pos.        | Ref.   |
| --------------- | ---------- | ------------- | ------------- | ----------- | ----------- | ----------- | ----------- | ------ |
| Antsa Rabejaona | 50 m livre | 27.12         | 39            | Não avançou | Não avançou | Não avançou | Não avançou | [ 10 ] |

### Tênis de mesa
Masculino
| Atleta                | Evento  | Preliminar           | Primeira rodada      | Segunda rodada       | Oitavas de final     | Quartas de final     | Semifinal            | Final                | Final       | Ref.   |
| Atleta                | Evento  | Adversário Resultado | Adversário Resultado | Adversário Resultado | Adversário Resultado | Adversário Resultado | Adversário Resultado | Adversário Resultado | Pos.        | Ref.   |
| --------------------- | ------- | -------------------- | -------------------- | -------------------- | -------------------- | -------------------- | -------------------- | -------------------- | ----------- | ------ |
| Fabio Rakotoarimanana | Simples | Bye                  | EGY O Assar D 1–4    | Não avançou          | Não avançou          | Não avançou          | Não avançou          | Não avançou          | Não avançou | [ 11 ] |